# Lophostoma carrikeri
Lophostoma carrikeri (Allen, 1910) è un pipistrello della famiglia dei Fillostomidi diffuso nell'America meridionale.

## Descrizione

### Dimensioni
Pipistrello di piccole dimensioni, con la lunghezza totale tra 66 e 99 mm, la lunghezza dell'avambraccio tra 43 e 50 mm, la lunghezza della coda tra 9 e 15 mm, la lunghezza del piede tra 14,5 e 15 mm, la lunghezza delle orecchie tra 24 e 25,9 mm e un peso fino a 20 g.

### Aspetto
La pelliccia è lunga e soffice. Le parti dorsali sono nero-brunastre con la base dei peli giallo-brunastra, mentre il petto e l'addome sono bianchi. Il muso è privo di peli, la foglia nasale è lanceolata e bruno-nerastra, con la porzione anteriore completamente fusa al labbro superiore. Sul mento è presente un solco mediano contornato da file di piccole verruche. Le orecchie sono grandi, arrotondate, unite anteriormente alla base da una membrana, con i bordi bianchi e con delle macchie chiare alla base posteriore. Il trago è ridotto, con una proiezione a circa metà del bordo anteriore e una alla base di quello posteriore. Le membrane alari sono corte, larghe e nerastre. La coda è corta ed inclusa completamente nell'ampio uropatagio. Il calcar è più lungo del piede. Il cariotipo è 2n=26 FNa=46.

## Biologia

### Comportamento
Si rifugia nei termitai abbandonati sugli alberi.

### Alimentazione
Si nutre di insetti e probabilmente anche di frutta.

### Riproduzione
Femmine gravide sono state catturate nel Suriname nel mese di novembre, mentre altre che allattavano sono state osservate in maggio ed ottobre, il che suggerisce due periodi riproduttivi annuali.

## Distribuzione e habitat
Questa specie è diffusa nella Colombia centrale e meridionale, Venezuela meridionale, Guyana, Suriname, Guyana francese, Perù nord-orientale, Ecuador orientale, Bolivia settentrionale e negli stati brasiliani settentrionali del Pará e Piauí.
Vive nelle foreste pluviali, savane boscose e frutteti fino a 400 metri di altitudine.

## Conservazione
La IUCN Red List, considerato il vasto areale e la popolazione presumibilmente numerosa, classifica L.carrikeri come specie a rischio minimo (Least Concern)).